# Fischbach/Rhön
Fischbach/Rhön is een ortsteil van de Duitse stad Kaltennordheim in Thüringen. Op 31 december 2013 fuseerde de tot dan toe zelfstandige gemeente Fischbach/Rhön met de stad Kaltennordheim en de gemeenten Andenhausen, Kaltenlengsfeld en Klings, de Verwaltungsgemeinschaft Oberes Feldatal werd tegelijkertijd opgeheven.

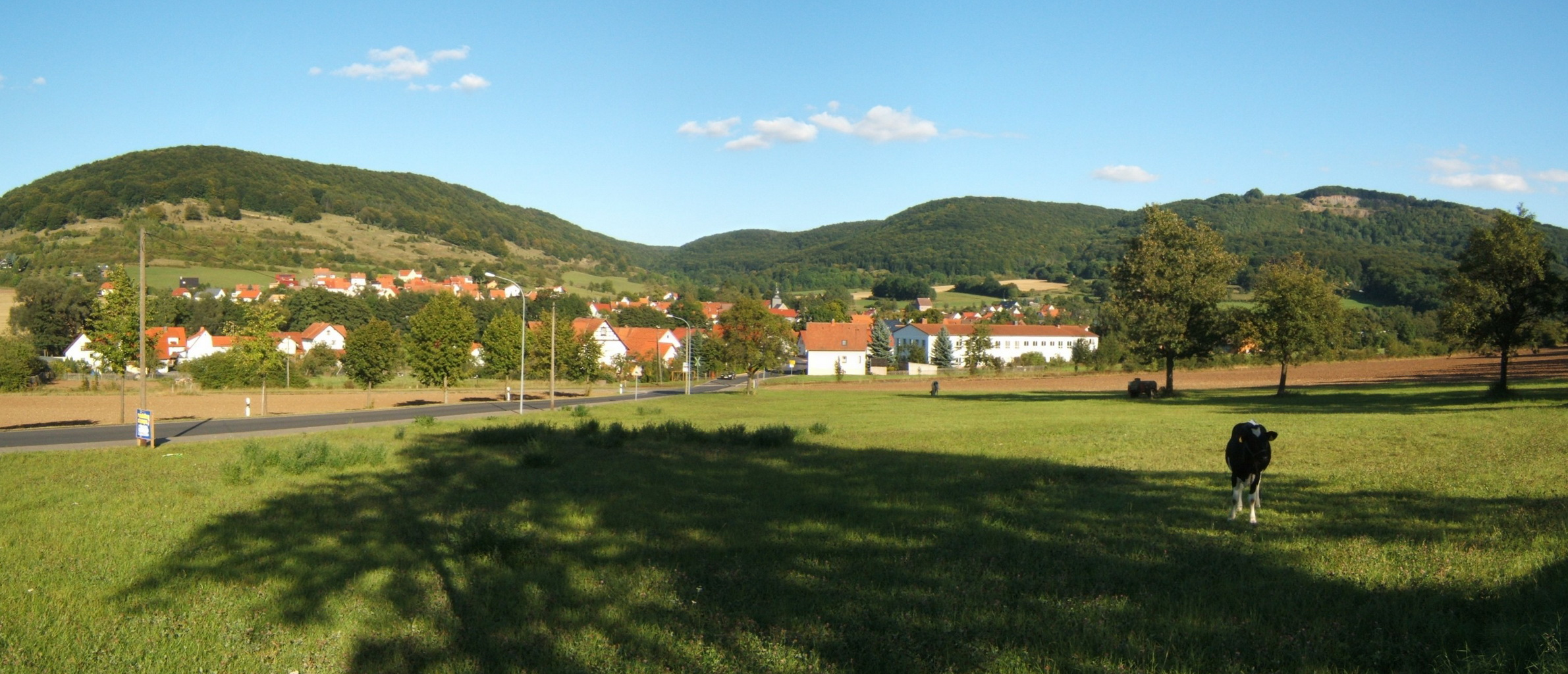
Fischbach met de Umpfen